# Castillo de la Roque y parque
El castillo de la Roque (en francés: Château de la Roque) es un château francés del siglo XVII situado en la comuna de Hébécrevon, departamento de Manche en la región de Normandía. El castillo —fachadas y cubiertas— fue inscrito en el título de los monumentos históricos en 1946.
El parque del castillo de la Roque (en francés: Parc du Château de la Roque) es un parque-jardín botánico de 16 hectáreas de extensión, de propiedad privada. Está abierto al público los días excepto los domingos, desde el 1.º de junio al 1.º de septiembre. Se cobra tarifa de entrada.

## Historia
La Roque, es un château del siglo XVII inscrito como Monuments historiques
Mireille y Raymond Delisle, los propietarios del castillo de La Roque desde 1978 (Raymond Delisle (1943-2013) fue un antiguo campeón ciclista), comenzaron el desarrollo del parque y el jardín poco a poco ya que la propiedad había sufrido grandes daños durante la guerra. Fue necesario rellenar los agujeros producidos por las bombas, y con los años y las estaciones, diseñar y plantar según la inspiración de la una y del otro.

## Colecciones botánicas
Al final de una elegante avenida de álamos, bordeada de manzanos, se encuentra el castillo de La Roque. 
Este pequeño castillo del siglo XVII se encuentra en una zona de parque en medio de un cuidado jardín de flores, con vistas al «vallée de la Terrette» de Normandía. 
Tiene vistas al estanque donde nadan tranquilamente patos y gansos. 
Actualmente el jardín es una armonización de los jardines «à l'anglaise» y los jardines «à l'française» con un ambiente campestre con numerosas plantas vivaces y flores de temporada. 
Entre los árboles dignos de mención diversas especies de Populus, Malus, Acer pseudoplatanus, Corylus colurna, Cedrus atlantica, Cedrus libani, Fraxinus excelsior, Liriodendron tulipifera, Fagus sylvatica var. 'Purpurea', Magnolia grandiflora,

Detalles
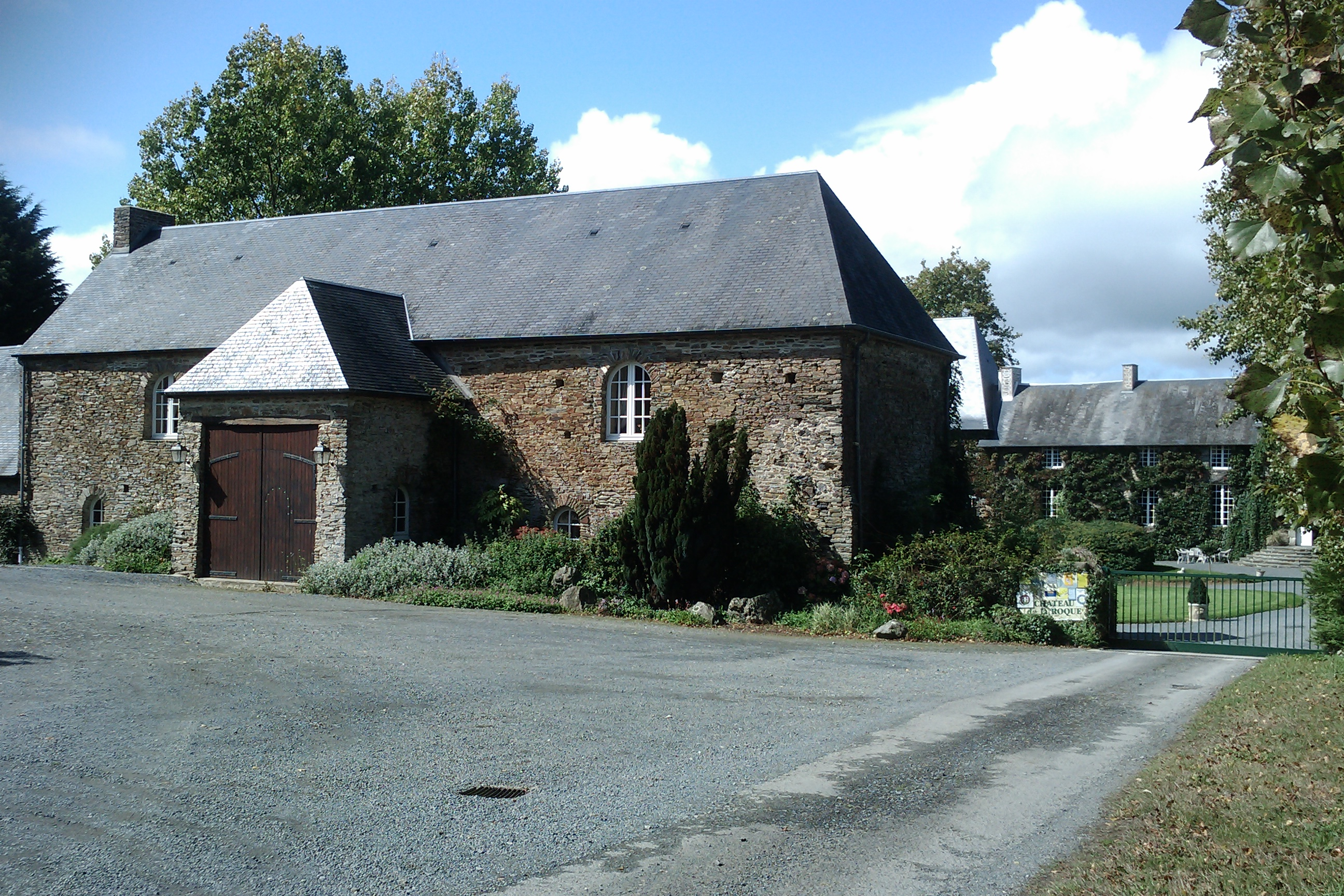
Dependencias en la propiedad.
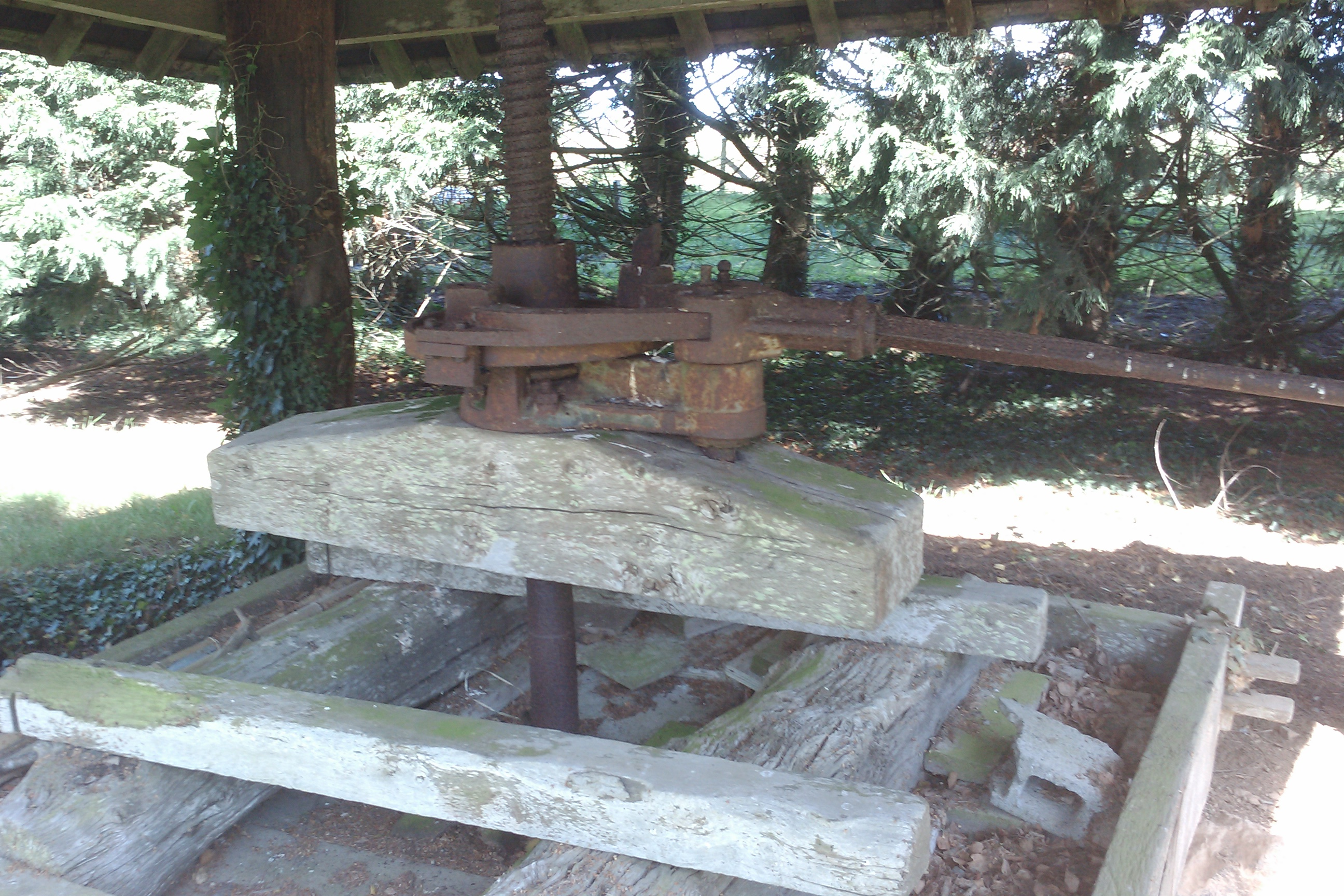
Prensa de sidra.
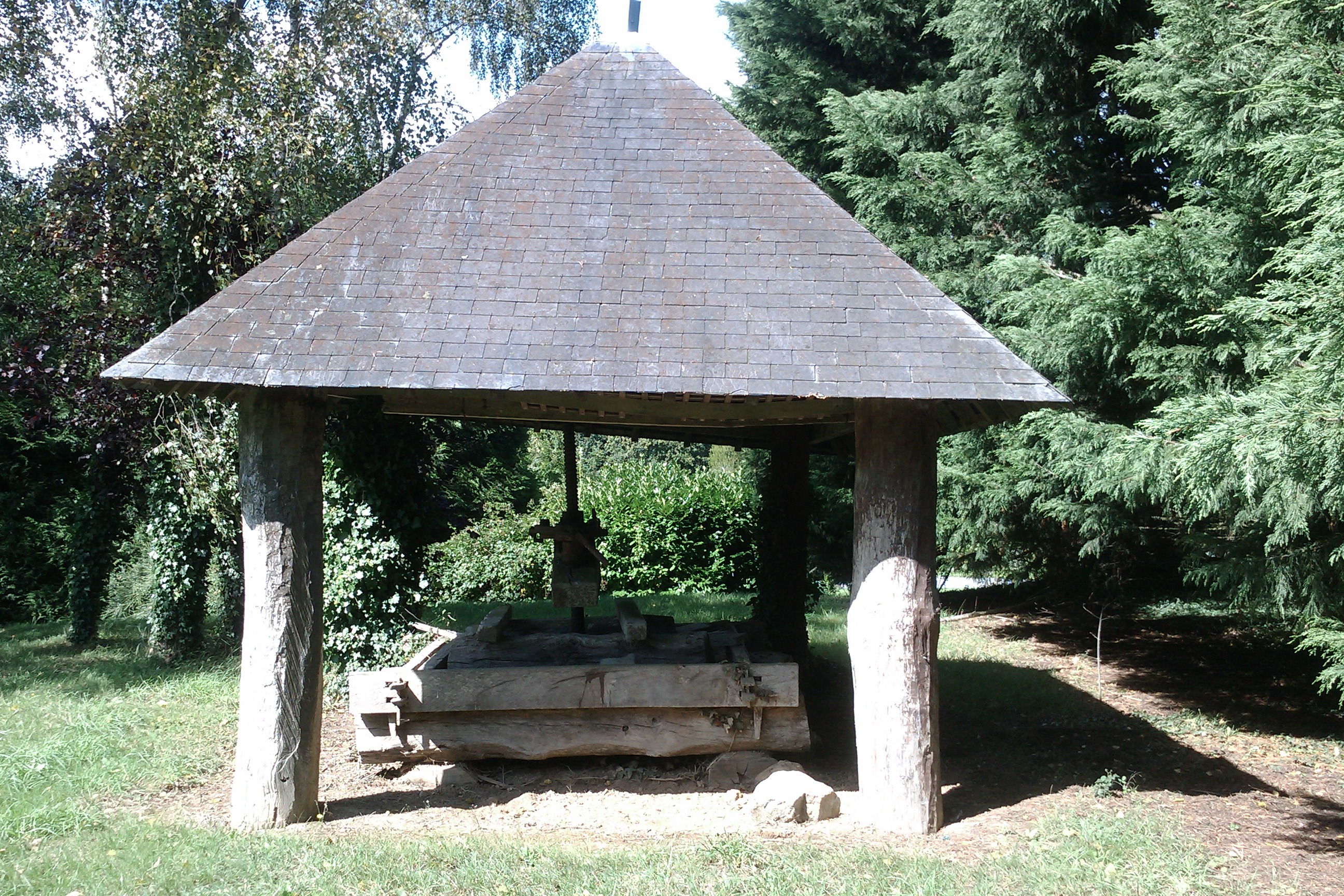
La prensa de sidra.